# Robert Stangland
Robert Sedgewick Stangland (ur. 5 października 1881 w Nowym Jorku, zm. 15 grudnia 1953 w Nyack) – amerykański lekkoatleta specjalizujący się w skoku w dal i trójskoku, uczestnik letnich igrzysk olimpijskich w Saint Louis (1904), dwukrotny brązowy medalista olimpijski w skoku w dal i trójskoku.

## Sukcesy sportowe
- wicemistrz Stanów Zjednoczonych w skoku w dal – 1904[1]

| Rok  | Miasto      | Zawody               | Konkurencja         | Wynik         |
| ---- | ----------- | -------------------- | ------------------- | ------------- |
| 1904 | Saint Louis | Igrzyska olimpijskie | skok w dal trójskok | brązowy medal |

## Rekordy życiowe
- skok w dal – 7,17 (1904)
- trójskok – 13,36 (1904)